# Lê Công Phụng
Lê Công Phụng (sinh ngày 20 tháng 2 năm 1948 tại Thanh Hóa), từng là Đại sứ Đặc mệnh toàn quyền Việt Nam tại Hoa Kỳ; Thứ trưởng Thường trực Bộ Ngoại giao Việt Nam, Trưởng đoàn đàm phán của Chính phủ về biên giới, lãnh thổ với Trung Quốc, Trưởng ban Biên giới.

## Tiểu sử
Ông đã tốt nghiệp Học viện Quan hệ Quốc tế, Hà Nội, giỏi tiếng Anh, đã có gia đình và hai con .
1971: Tốt nghiệp Đại học Ngoại giao. Ngoại ngữ: Tiếng Anh và Tiếng Pháp.
- Năm 1971: vào ngành ngoại giao
- 1971 - 1974: Cán bộ Ủy ban Liên lạc Văn hóa với nước ngoài
- 1974 - 1977: Tùy viên Đại sứ quán Việt Nam tại Vương quốc Liên hiệp Anh và Bắc Ireland
- 1977 – 1978: Cán bộ Phòng Phiên dịch - Bộ Ngoại giao
- 1978 - 1980: Bí thư thứ 3 Đại sứ quán Việt Nam tại Trung Quốc
- 1980 – 1984: Cán bộ Vụ Tổng hợp đối ngoại
- 1984 – 1987: Bí thư thứ 2 Đại sứ quán Việt Nam tại Indonesia
- 1988 – 1991: Chuyên viên rồi Phó Vụ trưởng (12/1989) Vụ Tổng hợp đối ngoại
- 9/1991 - 12/1991: Vụ trưởng, Chánh Văn phòng Bộ
- 6/1992 – 12/1992 Vụ trưởng Vụ Đông Nam Á - Nam Thái Bình Dương
- 1993 – 1997: Đại sứ đặc mệnh toàn quyền Việt Nam tại Thái Lan
- 1997 - 2/2000: Vụ trưởng rồi Trợ lý Bộ trưởng (2/1999) kiêm Vụ trưởng Vụ châu Á 1
- 2/2000: Trợ lý Bộ trưởng, thành viên Lãnh đạo Bộ Ngoại giao; Trưởng đoàn đàm phán của Chính phủ về biên giới, lãnh thổ với Trung Quốc
- Từ 1/2001: Thứ trưởng Bộ Ngoại giao, Trưởng ban Biên giới
- Từ 3/2004: Thứ trưởng thường trực Bộ Ngoại giao, Chủ tịch Ủy ban quốc gia UNESCO của Việt Nam
- Từ 01/2006 Là chủ Tịch SOM điều hành APEC 2006 diễn ra tại Việt Nam, diễn ra trên 3 thành phố lớn tại Việt Nam là Hồ Chí Minh, Đà Nẵng, Hà Nội. điều hành cùng với ban thư ký APec là: Nguyễn Thành Châu, Phạm Sanh Châu và trợ lý Đặng Sĩ Thương
- Ngày 29/08/2007: Chủ tịch nước Nguyễn Minh Triết trao quyết định bổ nhiệm làm Đại sứ tại Hoa Kỳ
- Từ ngày 01/09/2011: nghỉ hưu theo chế độ[2]
- Hiện ông là thành viên của câu lạc bộ Golf Hà Nội.